# Estemfílium
L'estemfílium (Stemphylium vesicarium) és una espècie de fong ascomicot de l'ordre dels pleosporals  (Pleosporales) responsable de la malaltia coneguda com a taca negra de la pera o estemfiliosi de la perera.
Afecta diversos conreus, principalment pereres. Al conreu de pereres ocasiona la pèrdua de l'aptitud comercial dels fruits degut a les taques necròtiques que provoca la infecció. També provoca danys en fulles, però sense importància comercial. També pot provocar danys en conreus hortícoles, com tomateres, cebes, etc.